# Елеонора (приповетка)
„Елеонора” (енгл. Eleonora) је приповетка америчког писца Едгара Алана Поа, први пут објављена 1842. у филаделфијском годишњаку The Gift. Често се сматра донекле аутобиографском причом и има релативно „срећан” крај.

## Радња
Прича прати неименованог приповедача који са својим рођаком и тетком живи у „Долини вишебојне траве”, идиличном рају пуном мирисног цвећа, фантастичног дрвећа и „Реке тишине”. Долина остаје неугажена траговима странаца и тако живе изоловани, али срећни.
Пошто су живели тако петнаест година, „љубав је ушла” у срца приповедача и његове рођаке Елеоноре. Долина је одражавала лепоту њихове младе љубави:
Страст којом се столећима одликовала наша лоза... заједно су донеле заносно блаженство у Долину вишебојне траве. Промена је захватила све. Чудновати звездолики блистави цветови пропупели су на дрвећу које пре није цветало. Нијансе зеленог тепиха постале су изразитије, а како су се, један по један, бели красуљци повлачили, на месту сваког изникле су десетине рубин-црвених чапљена. Живот је настајао на нашим стазама; високи фламинго, до тада невиђен, заједно с другим птицама сјајних јарких боја разметао се пред нама скерлетним перјем.
Елеонора је, међутим, била болесна — „стасала у савршену љупкост само да би умрла”. Она се не плаши смрти, али се плаши да ће приповедач после њене смрти напустити долину и своју љубав пренети на неку другу. Приповедач јој се свечано заклиње, са „Свемогућим господаром свемира“ као сведоком, да никада неће ступити у брак „ни са једном кћери људског рода”.
Међутим, након Елеонорине смрти, Долина вишебојне траве почиње да губи сјај и топлину. Приповедач одлучује да оде у неименовани „необични град”. Тамо упознаје жену по имену Ерменгарда и, без осећаја кривице, жени се њоме. Елеонора ускоро посећује приповедача из гроба и даје свој благослов брачном пару. „Ослобођен си”, каже она, „из разлога које ћеш спознати на Небесима”.

## Историја објављивања
Прича је први пут објављена 1842. године у годишњаку The Gift. Касније је поново објављена у издању новина Broadway Journal од 24. маја 1845. године. Исте године, По је додао уводни епиграф, цитат Рамона Љуља који се преводи као „Очување одређеног облика спасава душу”. У оригиналној публикацији приповедач се названа Пирос.

## Анализа
Многи биографи сматрају „Елеонору” аутобиографском причом коју је По написао да би ублажио сопствено осећање кривице због чежње за другим женама. У време објављивања ове приповетке, његова супруга Вирџинија је тек почела да показује знаке болести, иако неће умрети још пет година. Приповедач је, дакле, сам По, који живи са својом младом рођаком (ускоро женом) и тетком.
Изненадни крај, са новом љубављу приповедача која је именована само у трећем пасусу пред крај, помало је неуверљив ако је ово Поов покушај да оправда своја осећања. По је сматрао да се прича „није завршила тако добро како је могла бити”. Можда је то у недоречености разлога за дозволу да прекрши свој завет, који ће се открити само на Небесима. Чак и тако, у поређењу са завршецима других Пооових прича у којима се мртви љубавник враћа из гроба, ово је „срећан” крај, без антагонизма, кривице или озлојеђености. У „Морели”, на пример, мртва жена се реинкарнира у сопствену ћерку, само да би умрла. У „Лигеји”, прва жена се враћа из мртвих и уништава нову приповедачеву љубав. На крају, порука у „Елеонори” је да је мушкарцу дозвољено да се венча без осећаја кривице након смрти своје прве љубави.
Приповедач спремно признаје лудило на почетку приче, иако верује да није утврђено да ли је лудило заправо најузвишенији облик интелигенције. Ово је можда написано у шали, али такође може објаснити претерано рајски опис долине и како се она мења са њиховом љубављу, а касније и са Елеонорином смрћу. Његово признање лудила га, међутим, оправдава од увођења тако фантастичних елемената. Нејасно је зашто је трио живео у изолацији у долини.
У причи има и сексуалних тема. Име приповедача, Пирос, имплицира ватру и страст. Како он и Елеонора расту, њихов невини однос се претвара у љубав са описима променљивог пејзажа који су еротски или сексуални − животињски и биљни свет који ничу и множе се. Елеонорина смрт служи као симболичан крај идеалне романтичне љубави која је убрзо замењена мање страсном брачном љубављу према Ерменгарди. Елеонора оличава многе типичне црте у Поовим женским ликовима: млада је, пасивна и потпуно посвећена својој љубави.
Израз „Долина вишебојне траве” инспирисан је „Адонисом” Персија Биша Шелија.

### Главне теме
Жена која се враћа из гроба да посети своју бившу љубав је мотив који По често користи. Он је често писао и о смрти лепих жена, коју је сматрао најпоетичнијом темом у књижевности.

## Пријем
Поов пријатељ Томас Холи Чиверс похвалио је „Елеонору” као скоро песму у прози. Њену оригиналност и извршење упоредио је са Осијановим делима. Поов биограф Артур Хобсон Квин назвао ју је „једном од његових најбољих прича”.